# Arnold Schottländer

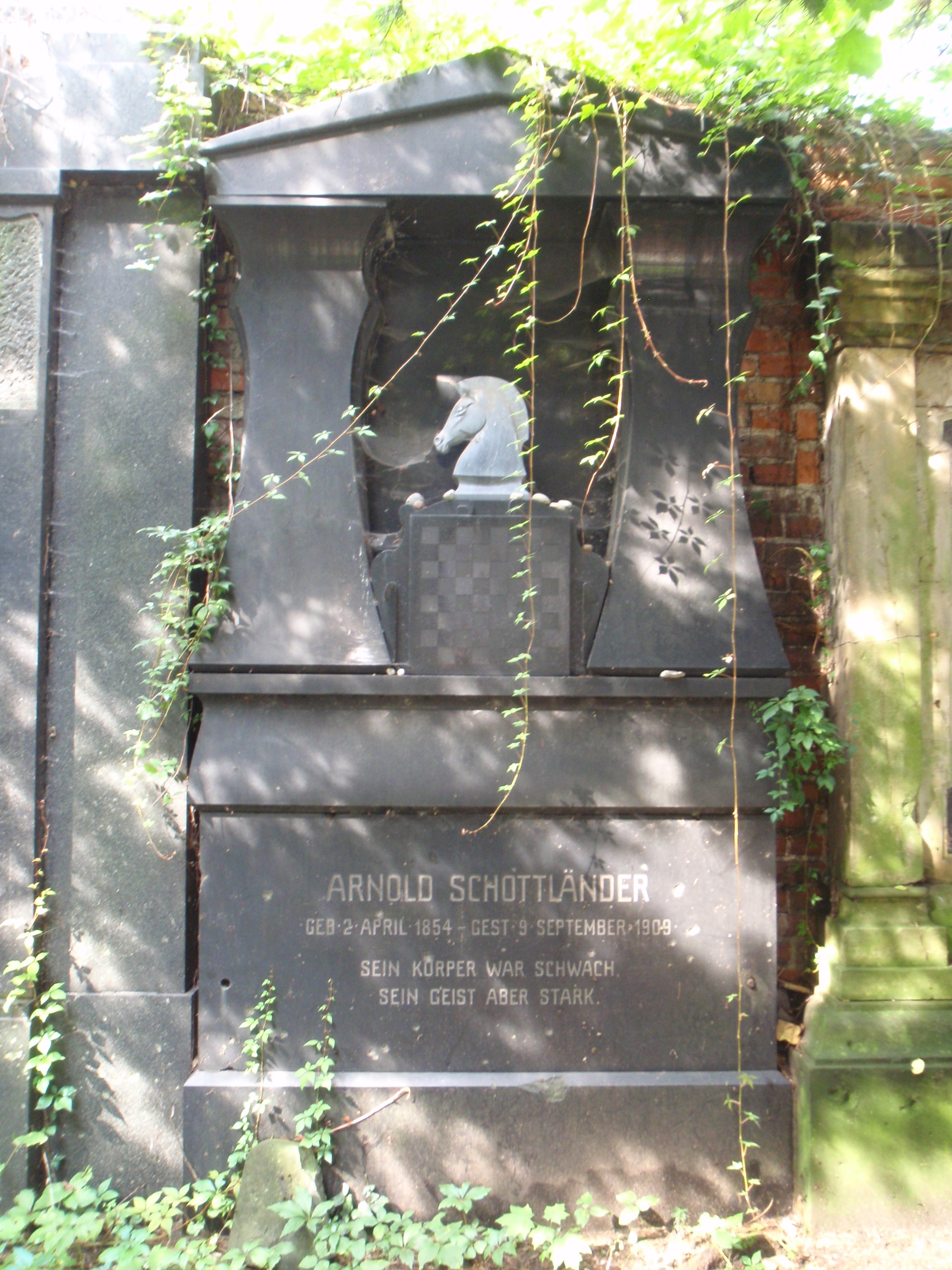
Grabmal für Arnold Schottländer auf dem Alten Jüdischen Friedhof in Breslau

Arnold Schottländer (* 2. April 1854 in Münsterberg in Schlesien; † 9. September 1909 in Breslau) war ein deutscher Schachmeister.
Schottländer zählte neben Fritz Riemann in den 1870er Jahren zu den bevorzugten Spielpartnern des deutschen Weltklassespielers Adolf Anderssen in Breslauer Schachcafés. Er entwickelte sich in dieser Zeit neben Siegbert Tarrasch und Fritz Riemann zu einem der stärksten Spieler Deutschlands. Schottländer wird auch als schachlicher Lehrer Eduard Laskers (später Edward Lasker) bezeichnet.
Zwar nahm Schottländer Anteil am Schachboom im Deutschland der 1880er Jahre; er war 1879 Teilnehmer beim ersten Kongress des Deutschen Schachbundes in Leipzig, ebenso anschließend bei den Kongressen 1883 in Nürnberg, 1885 in Hamburg und 1892 in Dresden, doch gestattete seine schwache physische Verfassung ihm nicht, sich weiterhin dem Turnierspiel zu widmen.